# 一色優
一色優（1971年9月11日—），日本棒球教練，中華職棒統一7-ELEVEn獅的體能教練、綜合指導教練。

## 職業生涯
大學讀的是社會學，因為在健身房打工而接觸了體能訓練，為了想找和棒球有關的工作，更曾到美國。
起初，一色優有著伸展、按摩的相關專長，之後他鑽研運動原理，並觀摩美國職棒、日本職棒的體能訓練方法，將之納為己用。
1997年自費來台灣，並參與了和信鯨隊的測試，通過測試後入隊擔任體能教練，但他在第一年並沒有薪水。
2003年，加入了統一獅隊當體能教練。2018年球季結束後離台，至美國西雅圖從事拉麵店工作，2020年起多次受統一獅總教練林岳平與首席教練高志綱邀約，並在2022年回台灣擔任一、二軍總合指導教練。

## 私人生活
2010年6月6日結婚，配偶為台南人丁禹岑。

## 經歷
- 中華職棒中信鯨隊體能教練 (1997年 - 2002年)
- 中華職棒統一7-ELEVEn獅隊體能教練 (2003年 - 2018年)
- 中華職棒統一7-ELEVEn獅隊一、二軍綜合指導教練 (2022年 - )

## 獎項
- 中華職棒總冠軍：2007、2008、2009、2011、2013

## 外部連結
- 一色優在台灣棒球維基館上的頁面（繁體中文）